# Dory Previn
Dory Previn (født Dorothy Veronica Langan 22. oktober 1925 – 14. februar 2012) var en amerikansk tekstforfatter, sanger og digter.
I 1950'erne og 1960'erne skrev hun sangtekster til filmsange, og sammen med sin første mand André Previn modtog hun flere Academy Award-nomineringer. I 1970'erne, efter deres skilsmisse, udgav hun seks album med originale sange og et livealbum. Dory Previns tekster fra denne periode er karakteriseret ved deres originalitet, deres ironi og ærlighed omkring hendes problemfyldte liv. Hun skrev desuden generelt om forhold, sexualitet, religion og psykologi.